# Isla Hebao
La isla Hebao (en chino, 荷包岛; pinyin, Hebao Dao; literalmente, ‘isla Monedero’) es una isla turística en la costa sur de la provincia de Cantón (Guangdong) en la República Popular de China. Está situada en el mar de China Meridional, a unos 100 kilómetros al oeste-suroeste de la Región administrativa especial de Hong Kong.
Administrativamente, esta pintoresca, y subtropical isla pertenece a la ciudad-prefectura de Zhuhai, y por lo tanto puede ser considerada parte de la llamada "Riviera china". Tiene una superficie total de 13 km², y su costa se compone principalmente de playas, mientras que en el interior incluyen bosques subtropicales.
Con cuatro millas de largo, la Gran Playa Sur (荷包岛大南湾沙滩全长) es la más larga en la isla.